# Williamsdale (Ohio)
Williamsdale es un lugar designado por el censo ubicado en el condado de Butler en el estado estadounidense de Ohio. En el Censo de 2010 tenía una población de 581 habitantes y una densidad poblacional de 1.289,23 personas por km².

## Geografía
Williamsdale se encuentra ubicado en las coordenadas 39°26′32″N 84°31′47″O / 39.44222, -84.52972. Según la Oficina del Censo de los Estados Unidos, Williamsdale tiene una superficie total de 0.45 km², de la cual 0.45 km² corresponden a tierra firme y (0%) 0 km² es agua.

## Demografía
Según el censo de 2010, había 581 personas residiendo en Williamsdale. La densidad de población era de 1.289,23 hab./km². De los 581 habitantes, Williamsdale estaba compuesto por el 97.25% blancos, el 0.17% eran afroamericanos, el 0.69% eran amerindios, el 0% eran asiáticos, el 0% eran isleños del Pacífico, el 0% eran de otras razas y el 1.89% pertenecían a dos o más razas. Del total de la población el 1.55% eran hispanos o latinos de cualquier raza.